# Tămădău-ügy
A Tămădău-ügy (Tămădău Affair – Afacerea Tămădău, Înscenarea de la Tămădău – „Tămădău frameup”) politikai botránnyal járó incidens volt Romániában, amely után politikai döntések és koncepciós perek sorozatával a kommunista diktatúrát kiépítő politikai csoport a Román Kommunista Párt (Partidul Comunist Român - PCR) vezetésével szétverte az ellenzék legjelentősebb pártját, a Nemzeti Parasztpártot (PNT) 1947 nyarán.

## Előzményei
Az 1946-os választást megelőzően a PCR közeledni próbált, választási szövetséget kívánt kötni a PNT-vel, ám a választási kampányban éles harc alakult ki köztük. Az PNT nyílt konfliktusba került a kommunista többségű kormányt kiszolgáló állami hatóságokkal és erősen kritizálta a szovjetek politikáját (1946 október vége). A kommunista sajtó azt állította, hogy a PNT fegyveres ellenállás szervezését kezdte meg. Teohari Georgescu (a szovjet titkosszolgálat (NKVD) kiképzett ügynöke; Gheorghe Pintilie is a kapcsolatai közé tartozott; jelentős szerepe volt az 1945 utáni romániai koncentrációs táborok, börtönök kiépítésében), a második Groza-kormány kommunista belügyminisztere mindent megtett azért, hogy az ellenzéki pártot hiteltelenné tegye. Az általános választásokon széles körű választási csalással elért győzelem után a hatalom számára kedvezővé vált a helyzet arra, hogy a PNT-vel végleg leszámoljanak.
A választás előtti és a választáson történtekről, a romániai politikai állapotokról a PNT-vezetői személyesen szerették volna tájékoztatni a nyugati hatalmak vezetőit, remélték azt, hogy a valós állapotok megismerését követően a demokratikus államrend helyreállításához politikai harcukban segítséget kapnak majd tőlük. E terv megvalósításához Iuliu Maniu pártelnök elfogadta azt az ajánlatot, hogy a Párt vezetői közül néhányan egy repülővel külföldre menjenek. Emil Hațieganu, a második Groza-kormány PNT minisztere javasolta, hogy megbízható pilóták segítségével a Bukarest-közeli Tămădău repülőteréről landoló hivatalos katonai misszió gépén 3–4 helyet biztosítanak a Párt azon vezetőinek, akik el kívánják hagyni Romániát. A gép Isztambulba ment volna.

## Lefolyása
1947. július 14-én kora reggel a Tămădău repülőtéren a titkosrendőrség tagjai és fegyveres katonák letartóztatták a repülőgép felszállására várakozó PNT politikusokat, név szerint: Ion Mihalache (elnökhelyettes), Nicolae Penescu (főtitkár) és felesége Elena, Ilie Lazăr (a Párt első tagjainak egyike), Nicolas Carandino (a Párt újságának főszerkesztője) és felesége Lily Carandino, Constantin Gheorghe (orvos), Popescu Gafenco (mérnök), Dumitru Berea és Eugen Borcea. A letartóztatottak a belügyminisztérium börtönébe kerültek.
Iuliu Maniu pártelnök nem volt a repülőtéren. „Erkölcsi kötelessége” lett volna a csoport vezetése, de úgy vélték, hogy „túl öreg” (75 éves), betegen ápolták, így a fiatalabb párttagokra maradt a küldetés végrehajtása. Egyetértettek abban, hogy Ion Mihalache, a párt alelnöke vezeti a csoportot. Az utolsó éjjel Maniu otthonában találkozott Ion Mihalachéval és Nicholas Carandinóval. Megbeszélték a küldetés utolsó részleteit, s az indulást. (1947. július 13-ről 14-re viradó éjjel). A küldöttségnek Törökországba kellett volna érkeznie, onnan Svájcba, majd Franciaországba és Nagy-Britanniába kellett volna utazniuk.
A rendőrség, katonaság rajtaütöttek a PNT bukaresti központján. Corneliu Coposunak, a Párt főtitkárhelyettesének a  jelenlétében lefoglaltak minden iratot, pártdokumentumot. Maniu a belügyminisztérium bukaresti szanatóriumába menekült, ahol még több napig betegen tartózkodott, s ahonnan a főváros híres titkos börtönébe vitték. Megkezdődött az ellenzéki vezetők megpróbáltatása. 

## Következményei
A Nemzeti Parasztpárt törvényen kívül helyezésével a polgári ellenzék gyakorlatilag megszűnt létezni Romániában. I. Mihály király Londonba utazott (1947. november 12.) és nem szándékozott visszatérni az országba. Nyugati vezetők biztatására azonban megtette azt. Hazatérését követően nem sokkal a kommunisták felszólították a trón elhagyására, és kihirdették a királyság megszűnését. Megalakult a Román Népköztársaság (Republica Populară Român) (1947. december 30.). Néhány nap múlva a király lemondott (1948. január 3.). Mihályt és a királyi család számos tagját kiutasították az országból, visszavonták állampolgárságukat.